# Réserve naturelle de Decima-Malafede
La réserve naturelle de Decima Malafede (italien : Riserva naturale di Decima-Malafede) est une zone naturelle protégée de la Région du Latium, créée en 1997, comprise entièrement dans le territoire de la municipalité de Rome. Elle couvre une surface de 6145 hectares.

## Description
Elle est située au sud-ouest de Rome et, grosso modo, est délimitée par la Grande Raccordo Anulare, la via Pontina, à partir de la via Laurentina et du territoire de la municipalité de Pomezia.
À l’intérieur de la réserve se trouve la zone naturelle de Solfatara, caractéristique de la présence de matériaux ferreux et sulfureux, avec la présence de trois petits lacs volcaniques.
Dans la réserve, on trouve des vestiges d'occupation humaine de la préhistoire.

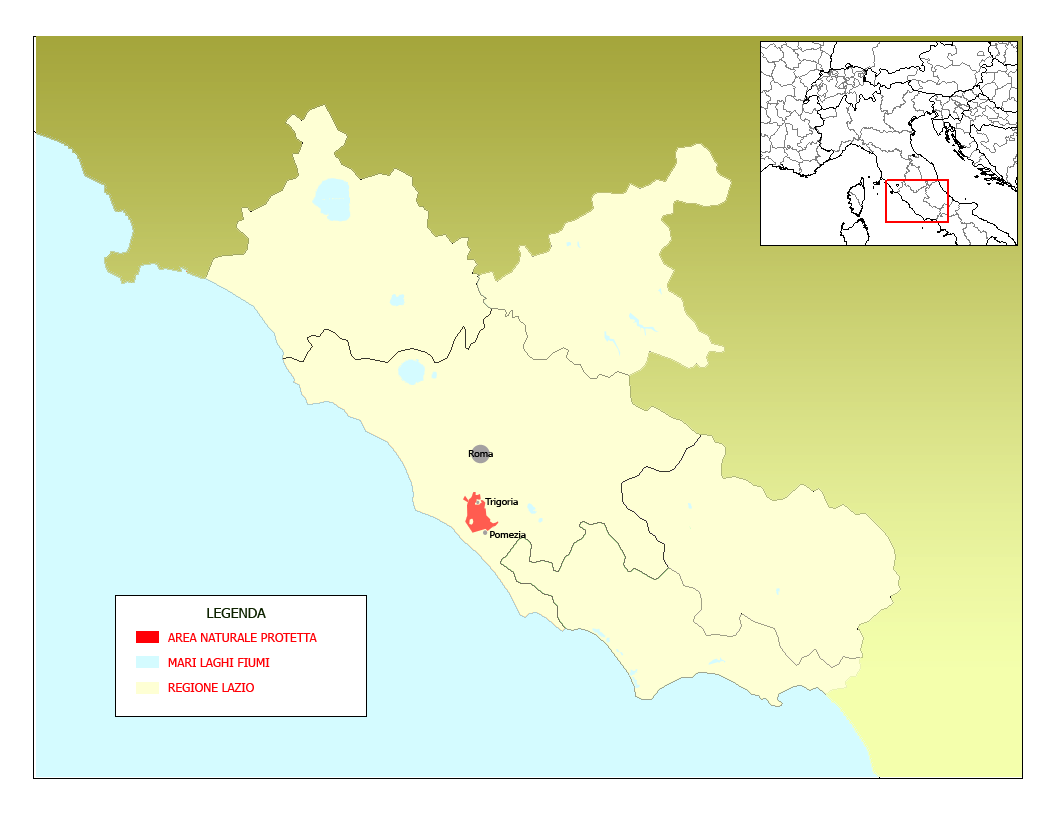
Localisation du parc.
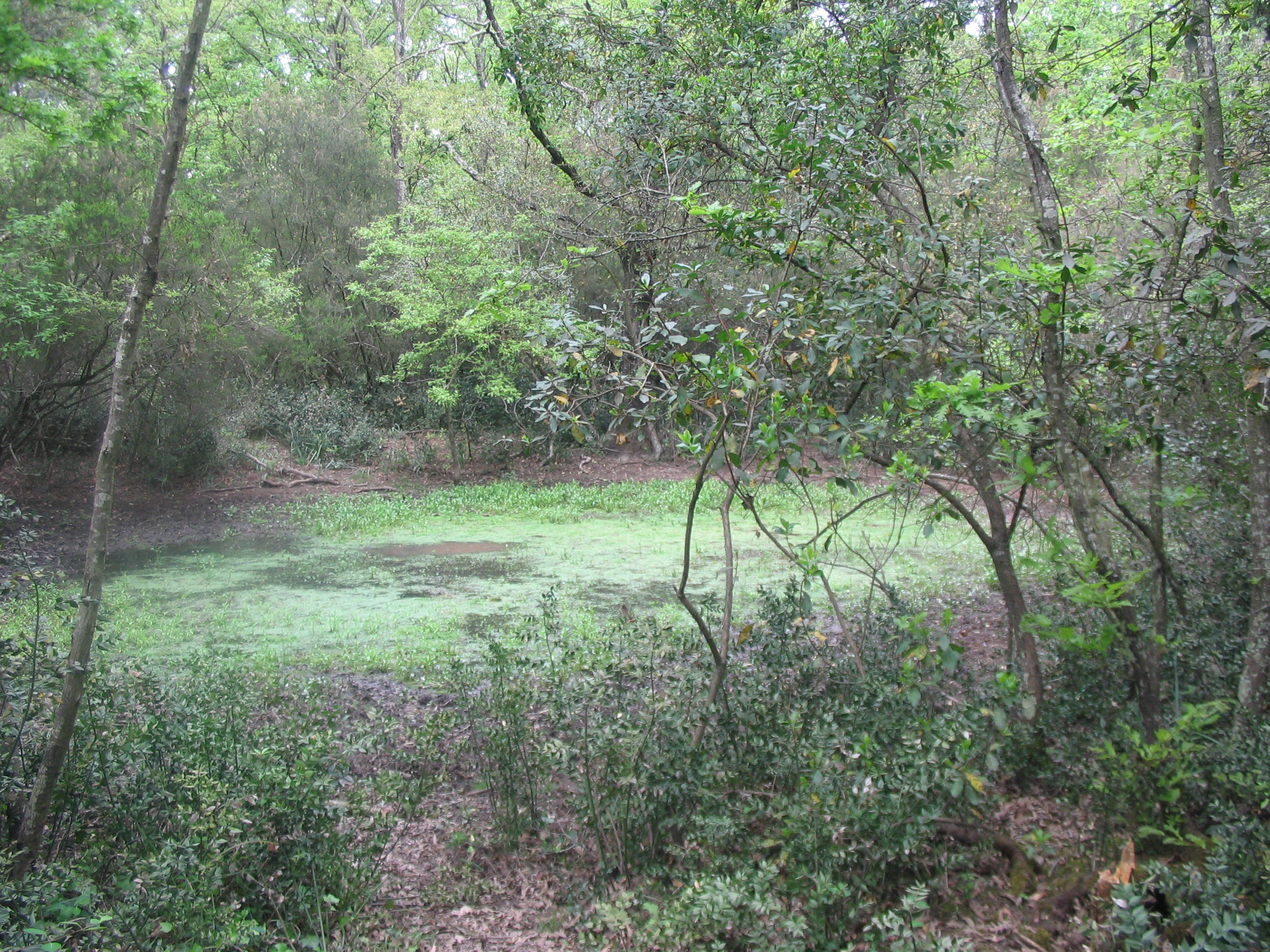
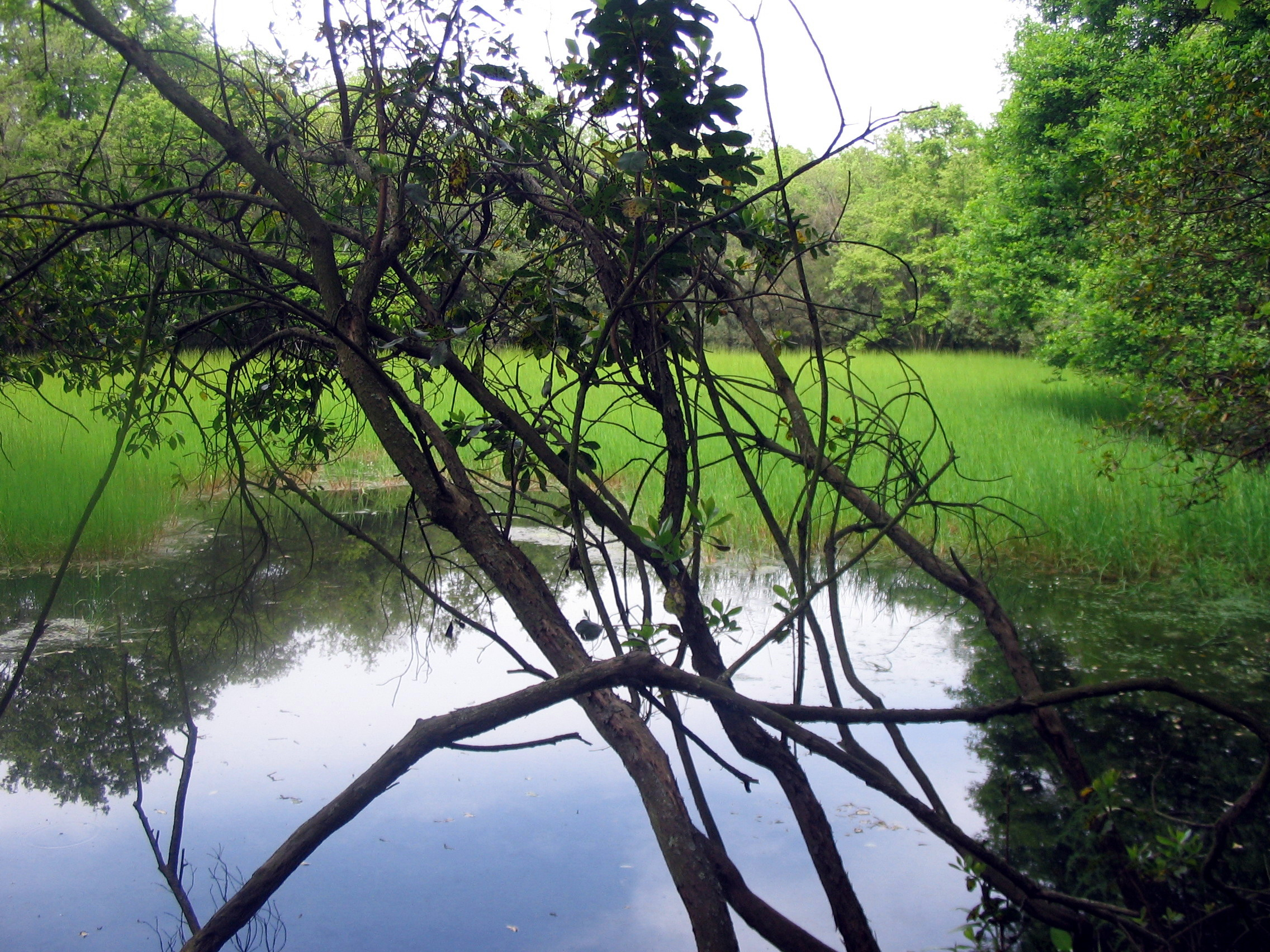